# لويس أورموند
لويس أورموند (بالإنجليزية: Lewis Ormond)‏ هو لاعب اتحاد الرغبي نيوزلندي، ولد في 5 فبراير 1994 في Hāwera ‏ في نيوزيلندا.

## وصلات خارجية
- لويس أورموند على موقع سلسلة سباعيات الرغبي العالمية - رجال (الإنجليزية)
- لويس أورموند على موقع اللجنة الأولمبية الدولية (الإنجليزية)
- لويس أورموند على موقع أوليمبيديا (الإنجليزية)
- لويس أورموند على موقع اللجنة الأولمبية النيوزيلندية (الإنجليزية)